# Distrikt Paccho
Der Distrikt Paccho liegt in der Provinz Huaura in der Region Lima in West-Peru. Er besitzt eine Fläche von 237 km². Beim Zensus 2017 wurden 1693 Einwohner gezählt. Im Jahr 1993 lag die Einwohnerzahl bei 2037, im Jahr 2007 bei 2055. Die Distriktverwaltung befindet sich in der 3275 m hoch gelegenen Ortschaft Paccho mit 352 Einwohnern (Stand 2017). Paccho liegt 75 km ostnordöstlich der Provinzhauptstadt Huacho.

## Geographische Lage
Der Distrikt Paccho liegt in der peruanischen Westkordillere im Osten der Provinz Huaura. Der Río Huaura fließt entlang der westlichen Distriktgrenze nach Südwesten.
Der Distrikt Paccho grenzt im Westen an die Distrikte Cochamarca und Naván (Provinz Oyón), im Nordosten an den Distrikt Checras sowie im Süden an den Distrikt Leoncio Prado.